# Вітленд (Айова)
Вітленд (англ. Wheatland) — місто (англ. city) в США, в окрузі Клінтон штату Айова. Населення — 775 осіб (2020).

## Географія
Вітленд розташований за координатами 41°49′58″ пн. ш. 90°50′16″ зх. д. / 41.83278° пн. ш. 90.83778° зх. д. (41.832891, -90.837872).  За даними Бюро перепису населення США в 2010 році місто мало площу 1,57 км², уся площа — суходіл.

## Демографія
Згідно з переписом 2010 року, у місті мешкали 764 особи в 294 домогосподарствах у складі 197 родин. Густота населення становила 488 осіб/км².  Було 317 помешкань (202/км²).
Расовий склад населення:
| - 98,7 % — білих - 0,7 % — корінних американців - 0,3 % — чорних або афроамериканців - 0,1 % — азіатів |

До двох чи більше рас належало 0,3 %. Частка іспаномовних становила 1,7 % від усіх жителів.
За віковим діапазоном населення розподілялося таким чином: 26,8 % — особи молодші 18 років, 53,2 % — особи у віці 18—64 років, 20,0 % — особи у віці 65 років та старші. Медіана віку мешканця становила 40,6 року. На 100 осіб жіночої статі у місті припадало 88,2 чоловіків;  на 100 жінок у віці від 18 років та старших — 82,7 чоловіків також старших 18 років.
Середній дохід на одне домашнє господарство  становив 55 487 доларів США (медіана — 48 229), а середній дохід на одну сім'ю — 62 640 доларів (медіана — 51 364). Медіана доходів становила 45 313 долари для чоловіків та 31 094 долари для жінок. За межею бідності перебувало 15,6 % осіб, у тому числі 18,0 % дітей у віці до 18 років та 4,7 % осіб у віці 65 років та старших.
Цивільне працевлаштоване населення становило 273 особи. Основні галузі зайнятості: освіта, охорона здоров'я та соціальна допомога — 17,9 %, виробництво — 15,4 %, роздрібна торгівля — 12,8 %, транспорт — 11,4 %.